# Stadl an der Mur
Stadl an der Mur è una frazione di 975 abitanti del comune austriaco di Stadl-Predlitz, nel distretto di Murau, in Stiria. Già comune autonomo, il 1º gennaio 2015 è stato fuso con l'altro comune soppresso di Predlitz-Turrach per costituire il nuovo comune, del quale Stadl an der Mur è il capoluogo.